# Lambrusco

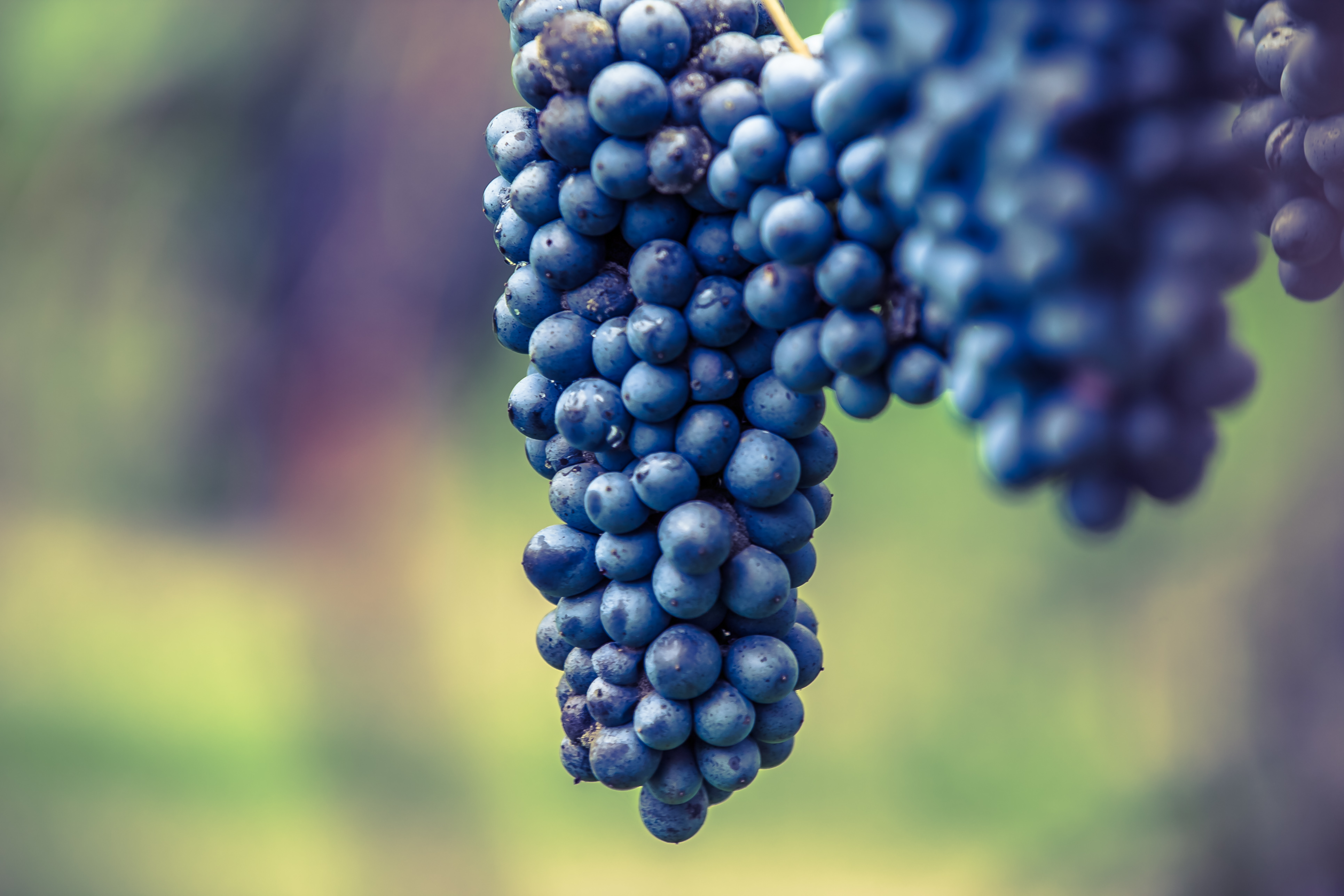
Hrozen

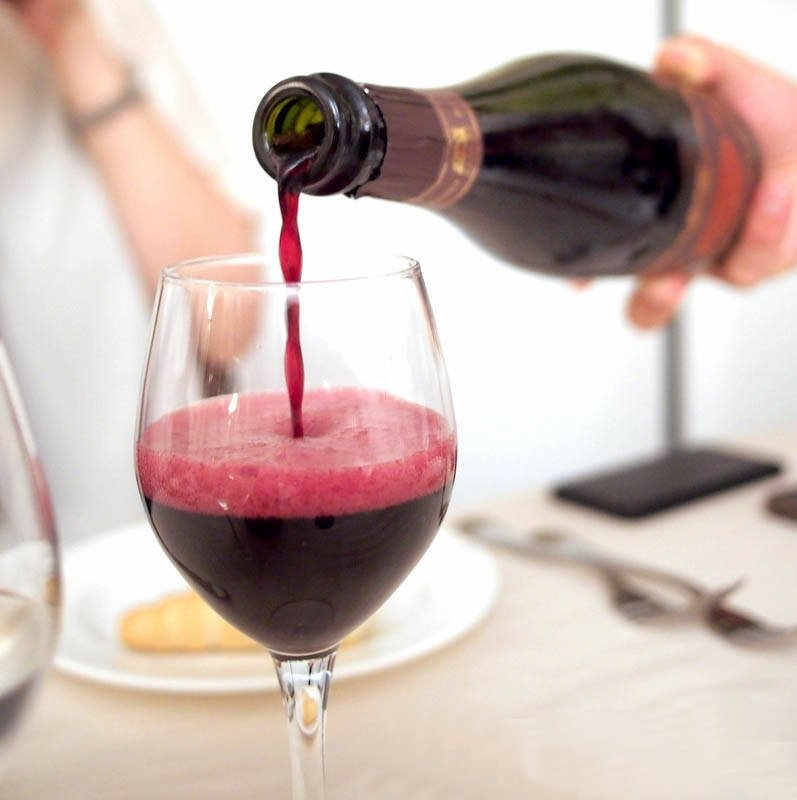
Lambrusco pěnící při nalévání

Lambrusco je odrůda révy vinné s modrými hrozny, která se pěstuje v italských krajích Emilia-Romagna a Lombardie. Existuje okolo šedesáti poddruhů, nejrozšířenější jsou Lambrusco Salamino, Lambrusco di Sorbara a Lambrusco Grasparossa.
Produkce vína v severní Itálii pochází již z dob Etrusků, kteří využívali místní divokou révu pnoucí se po stromech – odtud název Lambrusco, který je odvozován z latinských slov labrum (hranice pozemku) a ruscum (divoce rostoucí). O tomto víně se zmiňují ve svých spisech již Cato starší a Vergilius.
Lambrusco se původně nechávalo dokvašovat v láhvi, ve dvacátém století zavedla většina producentů tzv. Charmatovu metodu s přidáním oxidu uhličitého; výsledkem je perlivé víno světle rubínové barvy (méně často se z hroznů lambrusca vyrábějí i vína růžová a bílá). Má se spotřebovat mladé, kdy je lehké a osvěžující, s chutí po ovoci (jahody, třešně) a obvykle i s mírným zbytkovým cukrem, i když existuje také suché lambrusco. Pije se studené, podává se k pečenému vepřovému a skopovému masu, lokální uzenině cotechino, parmezánu nebo těstovinám, sladší varianty také k dezertům.
Lambrusco z okolí Modeny má chráněné zeměpisné označení. Je nejžádanějším italským vínem ve světě, vyváží se zejména do Spojených států a Skandinávie; ročně se prodá čtyři sta milionů lahví lambrusca.